# Stadtbefestigung Grebenstein

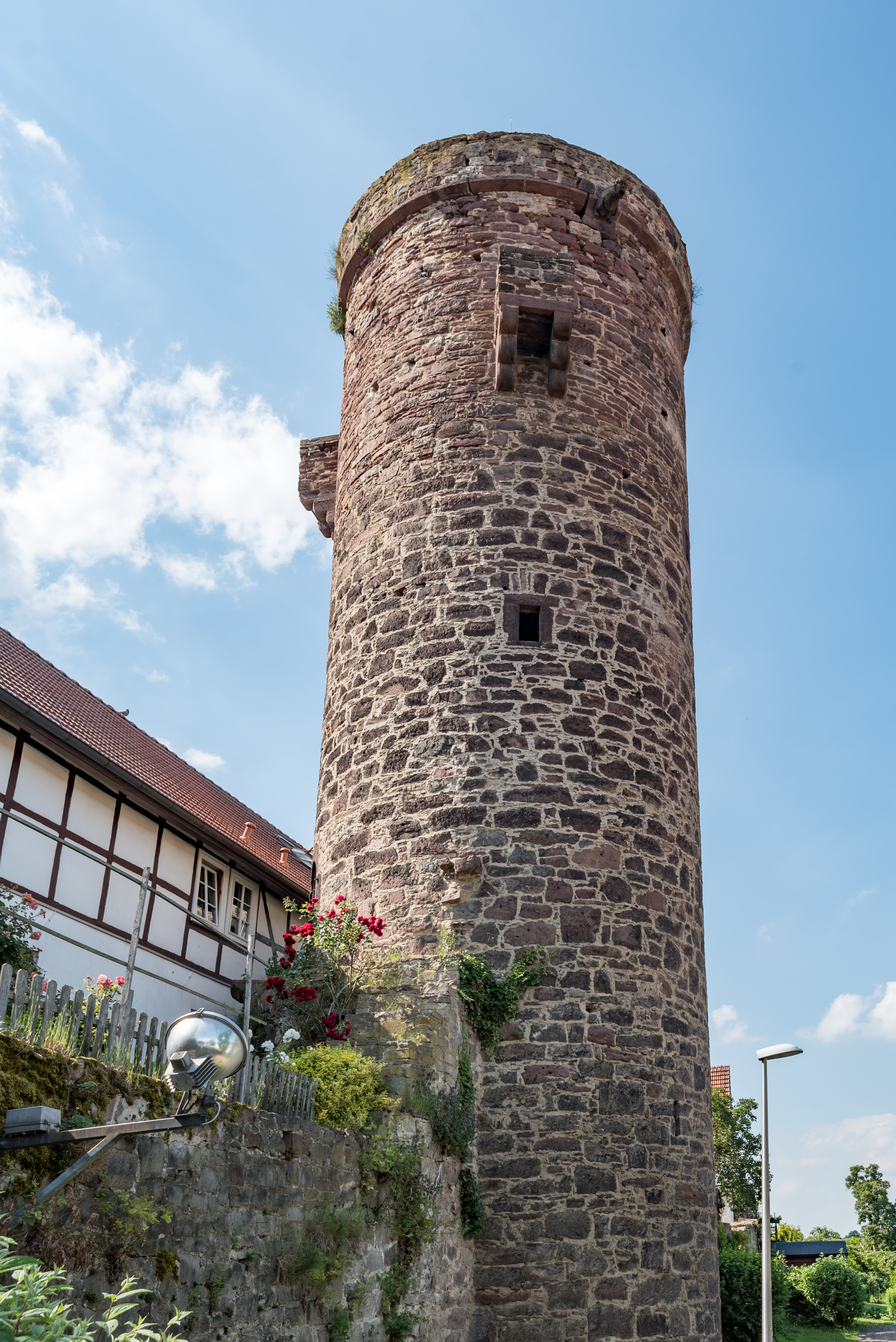
Pulverturm in Grebenstein

Die Stadtbefestigung in Grebenstein, einer Stadt im Landkreis Kassel in Nordhessen, wurde in der Oberstadt (Altstadt) um 1300 und in der Unterstadt (Neustadt) zwischen 1356 und 1370 errichtet. Die Stadtbefestigung ist ein geschütztes Kulturdenkmal.
Die Stadtmauer um die Alt- und Neustadt ist zu großen Teilen erhalten. Die Mauerstärke beträgt 1,40 Meter und die Höhe variiert zwischen drei und sechs Meter.
Von den ursprünglich sechs Toren und 13 Türmen, die bis 1790 noch erhalten waren, bestehen noch vier Türme: Jungfernturm, Eulenturm, Lindenturm und Pulverturm.
Die sechs Tore sind nur noch an den Maueröffnungen erkennbar. Es waren das Burgtor im Süden, das Schachtener Tor und Obertor im Westen, das Geismartor im Norden, das Untere Tor und Immenhäuser Tor im Osten.
Der zur Abwehr dienende breite Hagen und der Stadtgraben um die Stadtmauer sind erhalten.